# معاوية إسماعيل بك

من اليسار الأمير معاوية إسماعيل بك مع ملا مصطفى البارزاني التقطت الصورة عام 1967 في حاج عمران.

الأمير معاوية إسماعيل بك بن عبدي بك بن علي بك هو أمير اليزيديين، توفي سنة 1995.
خلفه ابنه أنور معاوية. كما له من الأولاد فرعون وأزهر وجولي وصخر وأبو الحكم ومنذر.